# Adesmia karraikensis
Adesmia karraikensis es una especie de planta floral del género Adesmia, categorizada en la tribu Dalbergieae, de la familia Fabaceae.

## Distribución
Especie nativa de Argentina. Crece en el bioma templado.

## Taxonomía
Fue descrita por Speg. y publicada en Anales Soc. Ci. Argent. 47: 235 (1899).